# Али бин Абдалла Аль Тани
Али бин Абдалла бин Джасим бин Мухаммад Аль Тани (араб. علي بن عبد الله بن جاسم بن محمد آل ثاني‎; 5 июня 1895 Доха, Османский Катар — 31 августа 1974, Бейрут, Ливан) — представитель монархического рода Катара, эмир Катара (1949—1960). Был известен как первый катарский эмир, который активно взаимодействовал с внешним миром, посетив ряд государств (Индию, Египет, Ливан, страны Европы и Леванта).

## Биография
Родился в семье шейха Абдаллаха бин Джасима Аль Тани. Его младшего брата звали Хамадом бин Абдаллахом Аль Тани, а сводного брата - Хасаном бин Абдуллахом Аль Тани.
В августе 1949 года был провозглашён эмиром Катара после отречения от трона отца - шейха Абдаллаха. Его правление было отмечено вниманием к развитию образования и инфраструктуры. После своего отречения жил несколько лет в Катаре, продолжая оставаться социально активным и общаясь со многими мусульманскими учёными.
В период своего правления он контролировал отправку самую первой партии катарской нефти из порта города Умм-Саид 31 декабря 1949 года, тем самым отметив вступление Катара в нефтяную эпоху.
Кроме того, в Катаре были созданы первая регулярная школа для мальчиков, первая регулярная школа для девочек, финансировались учебные места в университетах и был первый стационарный госпиталь. Эмир также курировал строительство международного аэропорта Дохи, нескольких дорожных сетей, портовых сооружений, объектов систем водоснабжения и электроснабжения. Он учредил дополнительные правительственные департаменты и министерства, а также первые в стране акционерные общества. Рональд Кокрейн был назначен ответственным за организацию полицейских сил в Катаре. Филлип Плант, бывший офицер британских Королевских военно-воздушных сил, в январе 1950 года стал советником эмира.
1 сентября 1952 года был подписан договор с Иракской нефтяной компанией (позднее Катарской нефтяной компанией), по условиям которого Катар приобретал 50% прибыли от экспорта нефти. В соответствии с данными разведки нефти в Катаре шейх Али принял меры по созданию эффективной административной системы управления ростом нефтяной экономики.
В начале 1950-х годов в стране вспыхнули протесты недовольных нефтяников, направленные против нефтяных компаний. Эмир выступил в качестве посредника в переговорах между нефтяными компаниями и демонстрантами. К 1956 году, протесты в Дохе стали демонстрировать более враждебное отношение уже к нему. Одна из крупнейших протестных акций состоялась в том же году, в ней приняло участие около 2 000 человек, большинство из которых были нефтяники и высокопоставленные катарцы, состоящие в союзе с арабскими националистами.
В мае 1960 года двоюродный брат шейха Али совершил на него покушение с применением огнестрельного оружия в его выходной резиденции в Бейруте. Покушение якобы было связано с финансами. В том же месяце катарская оппозиция распространила в Катаре и 15 других арабских странах листовки, в которых обвиняла его в том, что он «путешествовал за границей для своего удовольствия в то время как его народ страдает от бедности и болезней». Слухи о несоразмерном богатстве правящего эмира распространились в западной прессе, утверждалось, что он присвоил себе $12,5 млн из государственных $50 млн прибыли от нефтедобычи в 1959 году.
28 октября 1960 года он отрёкся от престола в пользу сына — Ахмада бин Али Аль-Тани.

### Дети
У шейха Али бин Абдаллы Аль Тани было 14 детей: 11 сыновей и 3 дочери. Ниже приведён список их имён.
Обратите внимание, что этот список составлен в порядке убывания в зависимости от возраста: от старшего сына к младшему. Аналогично обстоит дело с дочерьми.
- Шейх Касим бин Али Аль Тани
- Шейх Ахмад бин Али Аль Тани
- Шейх Мухаммед бин Али Аль Тани
- Шейх Фахад бин Али Аль Тани
- Шейх Халифа бин Али Аль Тани
- Шейх Ганим бин Али Аль Тани
- Шейх Хамад бин Али Аль Тани
- Шейх Абдуллах бин Али Аль Тани
- Шейх Халид бин Али Аль Тани
- Шейх Абдуррахман бин Али Аль Тани
- Шейх Аль-Валид бин Али Аль Тани
- Шейха Мариам бинт Али Аль Тани (1942 — 21 мая 2014)
- Шейха Ботаина бинт Али Аль Тани
- Шейха Мауза бинт Али Аль Тани

### Смерть
Шейх Али страдал диабетом в свои последние годы и жил в своём доме в Ливане. Он умер в бейрутском госпитале Барбир 31 августа 1974 года. Его тело было перевезено обратно в Катар, где он был похоронен на кладбище в муниципалитете Аль-Райян.